# Катарина Ивановић
Катарина Ивановић (Веспрем, 15. мај 1811 — Столни Београд, 22. септембар 1882) била је српска сликарка. Она је једна од три сликарке, уз Мину Караџић и Полексију Тодоровић, које су радиле у Србији током XIX столећа. Њен опус укључује 38 слика, неколико цртежа и скица.
Била је и прва жена која је у нашој уметничкој историји насликала неку историјску композицију и портрет друге жене.

## Биографија
Катарина Ивановић је рођена у породици српског грађанина и трговца („купеца") у Веспрему, у Аустријском царству 1811. године у добростојећој породици Ивановић. По другом извору, дошла је на свет у Столном Београду, и то 1819. године.
Родитељи су јој били Лазар — месни купец и Марија. Захваљујући њиховој пажњи, развила се код ње тежња за образовањем и стваралаштвом. Са једанаест година већ је знала два страна језика. Детињство је провела у малој српској заједници, у Столном Београду. Иако је таленат за сликарство показивала од детињства, није наишла на одобравање својих родитеља, који су сматрали да је њена одлука по мерилима тадашњег друштва била непримерена, али је сликарство почела да учи захваљујући подршци и новчаној помоћи тамошњег трговца Ђорђа Станковића (једног од оснивача Матице српске), у Пешти у атељеу Јожефа Пешког и Реваја, где је настао и њен први познати сликарски рад — Аутопортрет. По другом извору, сликар Пешки је био Чех по народности, и код њега је Катарина лепо напредовала. Током боравка у Пешти, Катарина се суочавала и са бројним проблемима који су представљали велику препреку за њен стваралачки успон и даље усавршавање. У распону од две године умрла су јој оба родитеља, па је она остала сама, препуштена средини у којој се нашла. Срећом, круг пријатеља које је стекла у Пешти, на челу са Теодором Павловићем, помогао јој је да преброди тешке тренутке и у потпуности се посвети сликарству и уметности.
Касније је њен дар за ликовну уметност уочила и мађарска  Чаки, позната мецена уметности, која јој је омогућила да сликарство учи у Бечу, на Ликовној академији у Бечу, где жене у то доба иначе нису имале приступ, па је морала да је упише као ванредни студент. Учила је приватно и код бечког сликара Валдмилера. Сима Милутиновић Сарајлија је 1837. године објавио у „Сербском народном листу" песму посвећену Катарини Ивановић, као „честитој и надобичној љубитељки краснога знања". Сарајлија је спомиње у књизи о историји Србије 1837. године у Бечу као ображарку (портретисту). Током студија у Бечу насликала је 1839. године композицију „Српски Хомер" (Хомер) — слепог старца гуслара. Даље се усавршавала на Академији у Минхену, где студира историјско сликарство скоро две године (1845—1846). Ту је 1806. године започела студију познате историјске композиције „Освајање Београда", за чију инспирацију је заслужна књига „Историја српског народа", коју је читала док је студирала. Наставила је своје усавршавање и у Паризу, где је једно време и живела.
Године 1845. године је завршила историјску композицију „Освајање Београда", на којој представља сцену хаотичног ослобођења престонице, где се у центру слике налази Узун Мирко Апостоловић, један од ослободилаца Београда, који са својом четом улази кроз Сава-капију Турцима иза леђа. Сем њега, насликан је велики број других ликова, што бранилаца, што Турака, а међу њима се издваја лик жене која потеже оружје, што је највероватније и први приказ жене борца у српском сликарству.
Посетила је 1842. године Загреб и Хрватску, и ту провела извесно време. На позив Срба, 1846. године одлази у Београд, у ком остаје годину дана, живећи код Симе Милутиновића. Свој боравак је искористила да портретише многе виђене Србе Београђане, међу којима и кнегињу Љубицу Обреновић. Тад се, са својих 25 година, пробила на српску уметничку сцену, где се српска штампа посебно освртала на аутопортрет насликан 1836. у Бечу, који је годину дана касније изложен на Ликовној академији у Бечу, где се одмах издвојио. Међу најуспелије портрете спада „Портрет Симе Милутиновића Сарајлије". Вратила се затим у Пешту, где је била веома популарна. Пештански Народни музеј јој откупљује портрет цара Фердинанда. Њени радови налазили су се и у збирци Ликовне академије у Бечу. Путовала је по Холандији и Италији, где је много научила о савременом сликарству.
Пред крај живота вратила се у Столни Београд, где је живела и радила све до своје смрти. У том периоду ствара углавном историјске композиције, жанр-слике и мртву природу.
Катарина Ивановић је слабо говорила српски. Без обзира на то, она је била велики српски родољуб. Поклонила је 1879. године Народном музеју Србије 15 својих слика и друге реткости, међу којима је и њен аутопортрет. Тако да је наводно и њена заслуга што је музеј основан. Позната су два њена аутопортрета која су доспела у Народни музеј. Матица српска јој се такође обраћала, тражећи њене слике за своју збирку. Одушевљен њеном лепотом и њеним интелектом, у оно време веома популарни песник Сима Милутиновић Сарајлија је 1837. године Катарини Ивановић посветио стихове песме „Тројесестарство“, која је исте године штампана у Лајпцигу. Те године о њој лепо пише и објављује аутопортрет Павловићев „Сербски народни лист" у Пешти. Никада се није удавала, међутим, позната је њена велика наклоност према много старијем Сарајлији.
Године 1876. постала је почасни члан Српског ученог друштва, и тиме уједно прва жена академик код Срба. Преминула је у Столном Београду 22. септембра 1882. године, где је и сахрањена. На иницијативу Друштва пријатеља Народног музеја, њени посмртни остаци су 1967. године премештени у Алеју народних хероја на Новом гробљу.

## Дела
Катарина Ивановић је углавном сликала портрете, историјске жанр-композиције, а с посебним успехом је успела да компонује мртву природу. Међу њена најпознатија дела спадају следеће композиције: Аутопортрет (1836), Портрет младог мушкарца (1837), Грожђе с корпом (1838), Српски Хомер (цртеж 1839), Портрет Симе Милутиновића Сарајлије (1840), Италијански виноградар (1842), Портрет кнегиње Персиде Карађорђевић, Портрет војводе Стевана Книћанина, Деца Павла Станишића, Београђанка, Млади Данић, Дечак са соколом, Освајање Београда (1845) и др. Катарина Ивановић је насликала укупно 38 слика.

## Галерија
- Портрет Београђанке М. Ј. (1846—1847)
- Портрет Симе Милутиновића Сарајлије
- Италијански виноградар (1842)
- Старица се моли пред обред (1843—1845)
- Освајање Београда, (1806—1845)
- Данило Р. Данић (1846)
- Портрет Стевана Книћанина(1847)
- Патријарх цариградски анатемише раскош, (1870)
- Миле вести (1870—1873)